# Foxy Lady (Cher)
Foxy Lady è l'ottavo album in studio da solista della cantante statunitense Cher, prodotto da Snuff Garrett e pubblicato nel 1972 dalla Kapp Records (futura MCA).

## Descrizione
Al contrario del suo predecessore, questo disco ebbe un limitato successo. Nonostante le vendite discrete del primo singolo Living in a House Divided (che si guadagnò un 22º posto nella classifica americana di Billboard), l'album non piacque molto e raggiunse un modesto 46º posto negli USA, vendendo nel mondo 750 000 copie.
La critica non lo bocciò del tutto, ma rimase comunque poco convinta dal lavoro di Cher. Poco dopo fu estratto un secondo singolo, Don't Hide Your Love (#46).
L'album è il primo di una serie (non consecutiva) di album di poco successo, che Cher collezionerà durante gli anni settanta.

## Tracce
1. Living in a House Divided – 2:59
2. It Might As Well Stay Monday – 3:02
3. Song for You – 3:18
4. Down Down Down – 2:56
5. Don't Try to Close a Rose – 2:45
6. The First Time – 3:13
7. Let Me Down Easy – 2:32
8. If I Knew Then – 2:36
9. Don't Hide Your Love – 2:50
10. Never Been to Spain – 3:25